# Twelve Apostles (Newbridge)

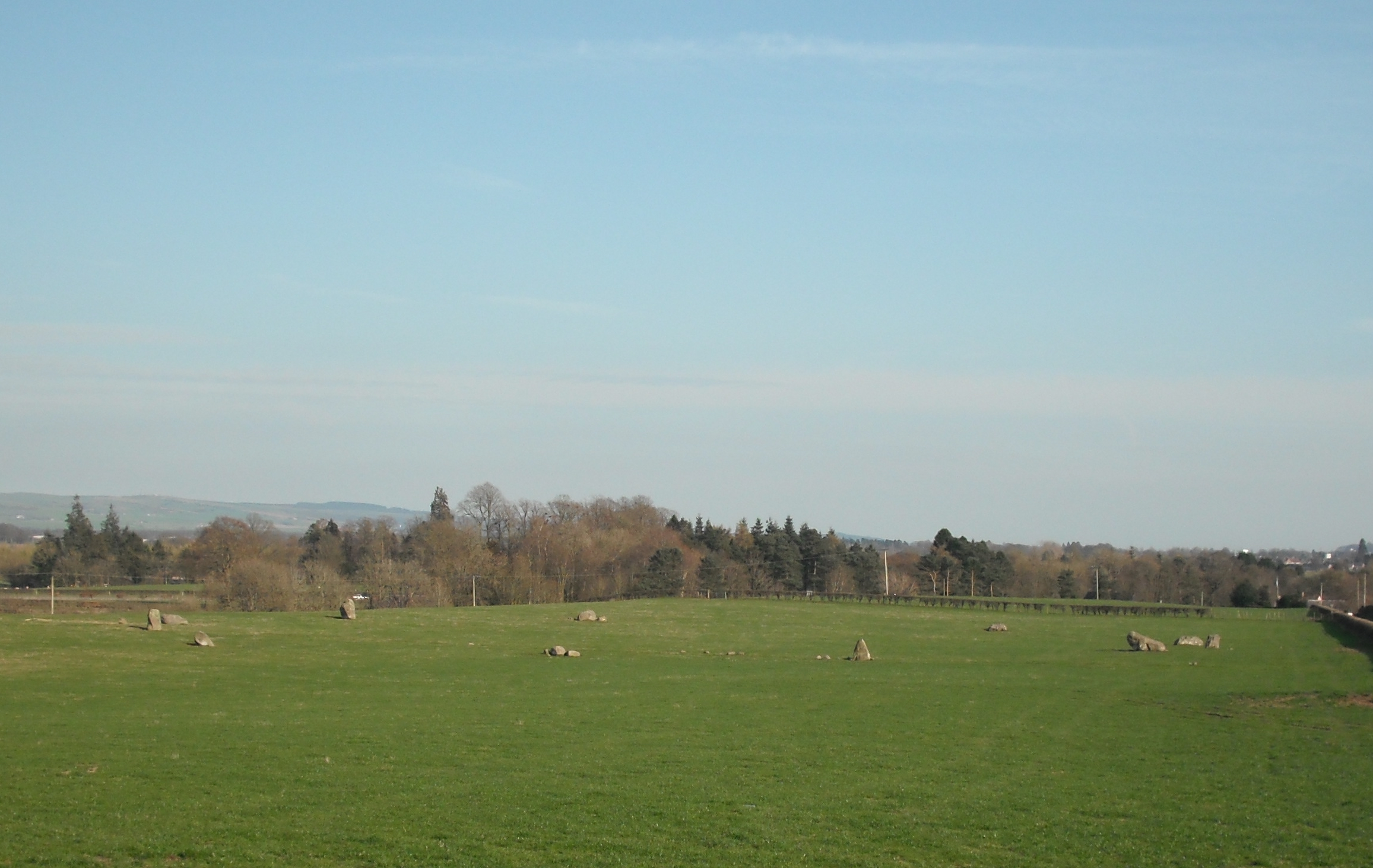
Twelve Apostles

Die Twelve Apostles (deutsch „Zwölf Apostel“) ist ein Steinkreis zwischen den Dörfern Holywood und Newbridge, in Dumfries and Galloway in Schottland. 
Es ist der siebtgrößte Steinkreis in Großbritannien und der größte auf dem schottischen Festland. Es ist ähnlich gestaltet wie die Steinkreise von Cumbria und gilt als Ausreißer dieser Gruppe. Es gibt im Burley Moor in West Yorkshire in England einen kleineren Steinkreis gleichen Namens (Twelve Apostles).
Der Kreis besteht aus elf Steinen, von denen fünf in situ stehen. Ein Bild von Francis Grose aus dem Jahre 1789 und die Landaufnahme von 1791 belegen zwölf Steine. Ein Stein wurde vor 1837 entfernt, wie die neue Landaufnahme für Holywood belegt. Die lokale Überlieferung des 19. Jahrhunderts verbindet die Steine mit den zwölf Aposteln und den entfernten zwölften Stein mit Judas Iskariot.
Der Steinkreis von Easthill liegt etwa 7 km westlich der Zwölf Apostel. Ein anderer Steinkreis lag eine Meile östlich, in der Nähe des Flusses Nith, er wurde zerstört. In der Nähe befinden sich zwei Cursūs (Hollywood A + B), von denen einer in Richtung des Kreises verläuft. 
Der ovale Kreis hat einen größten Durchmesser von etwa 89,0 Meter. Der höchste aufrechte Stein ist etwa 1,9 Meter hoch. Der längste liegt im Südwesten und ist 3,2 Meter lang. Alle Steine bis auf einen sind aus Silur; der andere aus weißem Porphyr. Vier, einschließlich des Porphyrsteins, sind Findlinge. 

Twelve Apostles Newbridge
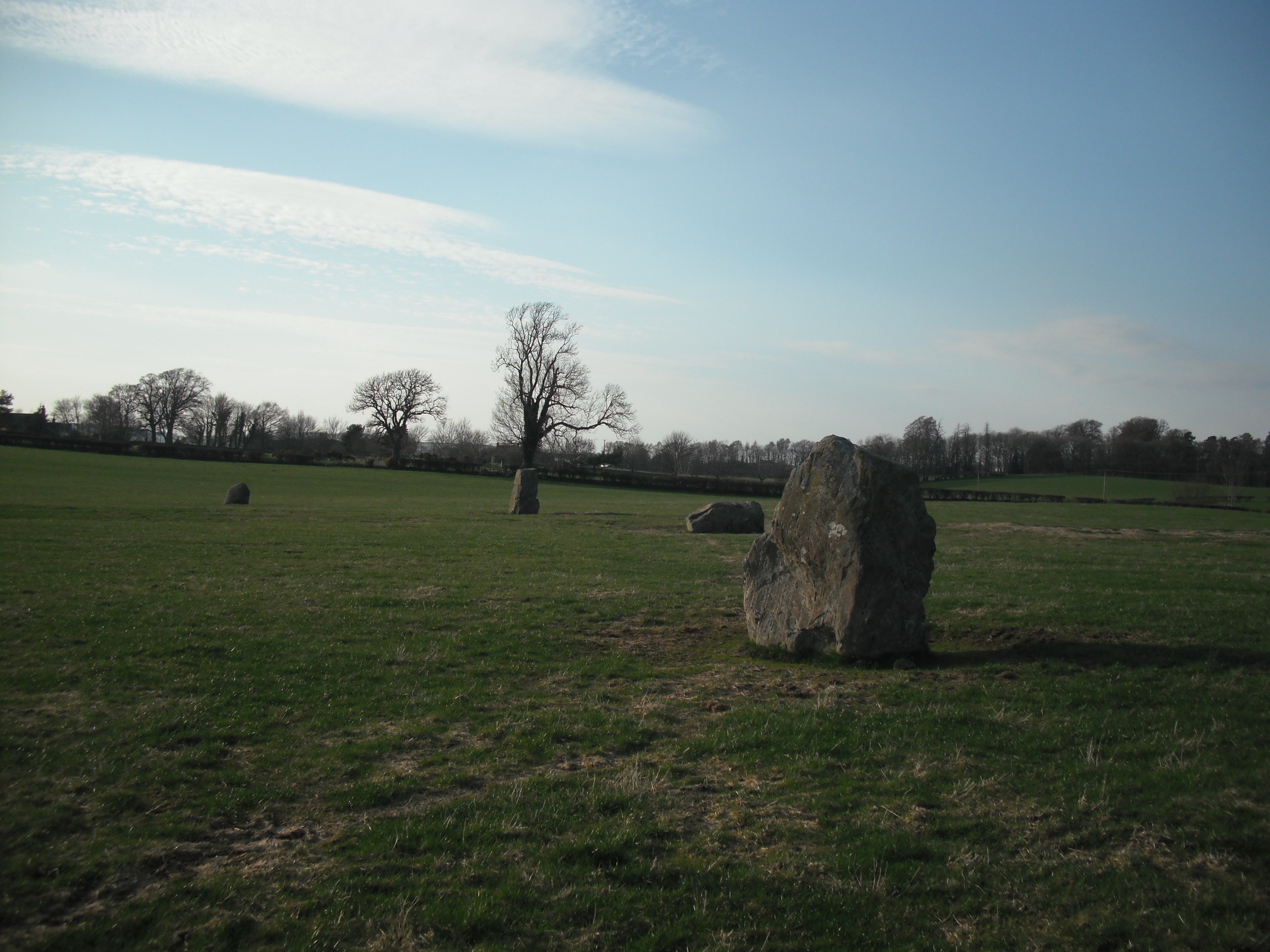
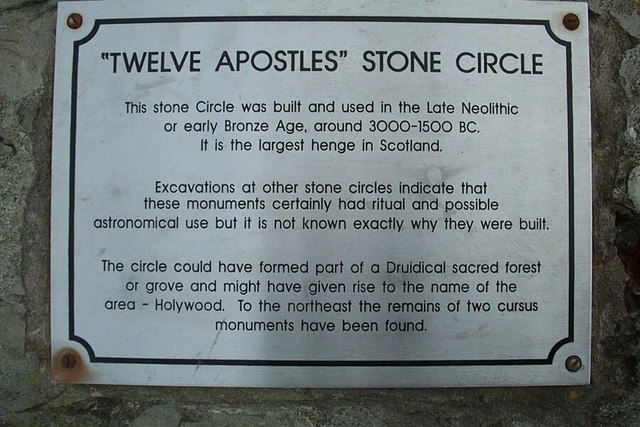
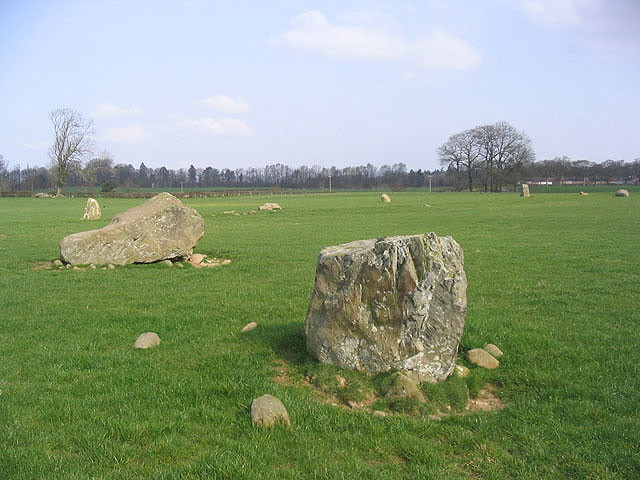

Im Jahre 1882 wurde berichtet, dass Jahre zuvor eine 10 cm hohe Bronze-Figur im Kreis entdeckt wurde. Die als Saint Norbert identifizierte Figur aus dem 12. Jahrhundert steht im Dumfries Museum.
In der Nähe liegt der Steinkreis von Easthill.